# Talsperre Heyda
Die Talsperre Heyda staut die Wipfra bei Ilmenau im südlichen Thüringen. Die Talsperre wurde von 1980 bis 1988 gebaut und 1989 zu Bewässerungszwecken in Betrieb genommen. Weitere Nutzungen sind: Niedrigwasseraufhöhung, Brauchwasserversorgung, Hochwasserschutz und Fischzucht.

## Staudamm
Der Staudamm wurde als homogener Erddamm aus Ton und Schluff auf Buntsandstein-Untergrund errichtet. Der Damm braucht deshalb keine spezielle Dichtung. Lediglich an den Untergrund ist er mit einer Spundwand und einem Dichtungsschleier angebunden. Die Wasserseite ist durch eine Steinschüttung und Betonplatten geschützt.
Neben dem Hauptdamm gibt es noch einen bis zu 6 m hohen und 200 m langen Nebendamm.

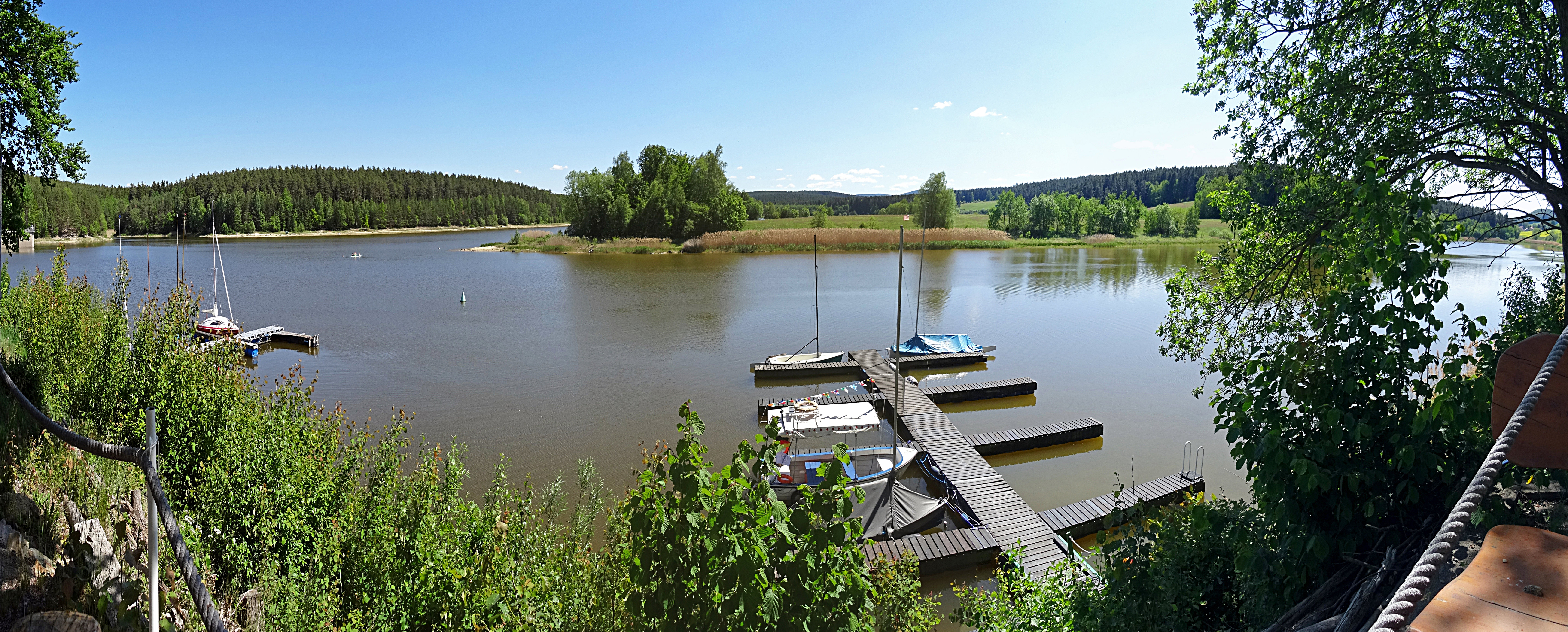
Stausee

## Freizeitinformationen
Es gibt einen landschaftlich schönen Rundwanderweg um die Talsperre. An der Talsperre gibt es ein Seminar- und Ferienhotel. Angeln ist auch möglich. An der Stauwurzel des Stausees liegt ein Naturschutzgebiet.

## Ökologie
Im Frühjahr 2013 verendeten binnen kurzer Zeit tausende in der Talsperre lebende Silberkarpfen. Sie waren noch zu DDR-Zeiten eingesetzt worden, um später Medizinprodukte aus ihnen zu gewinnen. Warum die etwa 25 Jahre alten Tiere starben, war zunächst unklar, zumal alle anderen Fischarten nicht betroffen waren. Ein Befall durch Viren oder Bakterien konnte durch Laboruntersuchungen ausgeschlossen werden. Später stellte sich heraus, dass die Fische an Altersschwäche starben, da eine Fortpflanzung der, eigentlich aus Asien stammenden, Fische durch das zu kalte Wasser nicht möglich war.